# Attila (együttes)
Az Attila egy amerikai metalcore/rapcore-zenekar Atlantából, Georgia államból. 2005-ben alapította a frontember, Chris Fronzak középiskolás korában. Nem követte a tipikus deathcore névadási konvenciókat: nevét Attila hun királyról kapta, akiről egy könyvben olvasott. Bár már 2005-ben megalakultak, az együttes csak 2010 óta turnézik.

## Tagjai
| Jelenlegi tagok - Chris "Fronz" Fronzak - vokál (2005–napjainkig) - Chris Linck - gitár (2008–napjainkig) - Sean Heenan - dob (2005–napjainkig) - Kalan Blehm - [basszusgitár], háttérvokál (2012–napjainkig) | Alapító tagok - Chris Comrie - basszusgitár, háttérvokál (2010-2012) - Paul Ollinger - basszusgitár (2008-2010) (Mantis) - Sam Halcomb - basszusgitár (2005-2008) - Matt Booth - gitár (2005-2007) - Kris Wilson - gitár (2005-2007) - Nate Salemeh - gitár (2008-2014) |

## Diszkográfia
| Év   | Cím                   | Kiadó            | Toplista pozíciók | Toplista pozíciók | Toplista pozíciók | Toplista pozíciók | Toplista pozíciók |
| Év   | Cím                   | Kiadó            | US Top 200        | US Indie          | US Hard Rock      | US Rock           | US Heat           |
| ---- | --------------------- | ---------------- | ----------------- | ----------------- | ----------------- | ----------------- | ----------------- |
| 2007 | Fallacy               | Statik Factory   | —                 | —                 | —                 | —                 | —                 |
| 2008 | Soundtrack to a Party | Statik Factory   | —                 | —                 | —                 | —                 | —                 |
| 2010 | Rage                  | Artery           | —                 | —                 | —                 | —                 | 15                |
| 2011 | Outlawed              | Artery           | 87                | 7                 | 8                 | 19                | —                 |
| 2013 | About That Life       | Artery           | 22                | 5                 | 4                 | 5                 | —                 |
| 2014 | Guilty Pleasure       | Artery           | 54                | —                 | —                 | —                 | —                 |
| 2019 | Villain               | Attila Music LLC |                   |                   |                   |                   |                   |